# سفارة سريلانكا لدى السعودية
سفارة سريلانكا لدى السعودية هي الممثلية الدبلوماسية العليا لدولة سريلانكا لدى المملكة العربية السعودية. تقع السفارة في حي الورود في الرياض.